# Relaciones Cuba-Islas Salomón
Las relaciones Cuba-Islas Salomón se refiere a las relaciones bilaterales entre Cuba y Islas Salomón. Las relaciones entre las Islas Salomón y la Cuba de Cuba tienen una corta historia. Ambos países pasaron a establecer relaciones desde los años 2000, y particularmente desde 2007, en el contexto del creciente interés de Cuba por la región Islas del Pacífico. Al igual que otros países de Oceanía, las Islas Salomón son beneficiarias de la asistencia médica cubana; Las relaciones bilaterales entre La Habana y Honiara deben considerarse dentro del ámbito de la política regional cubana en Oceanía.

## Visión de conjunto
En septiembre de 2007, se anunció que 40 médicos cubanos serían enviados a las Islas Salomón. El ministro de Relaciones Exteriores de las Islas Salomón, Patterson Oti, dijo que los médicos de las Islas Salomón "aprenderían de sus colegas cubanos en áreas especializadas". Agregó que esas relaciones han estado "en el tablero entre las Islas Salomón y Cuba desde el año 2000". Además de proporcionar médicos, Cuba proporcionó becas para 50 isleños de las Islas Salomón para estudiar medicina en Cuba de forma gratuita. Según un portavoz del Ministerio de Salud de las Islas Salomón, las Salomón están "desesperadamente necesitadas" de médicos y, por lo tanto, agradecidas a Cuba por su "tan necesaria ayuda".
En septiembre de 2008, el ministro de Relaciones Exteriores de las Islas Salomón, William Haomae, asistió a una cumbre multilateral Cuba-Pacífico en La Habana, durante la cual los participantes discutieron "el fortalecimiento de la cooperación en salud, deportes y educación". Las autoridades cubanas se declararon particularmente sensibles a las luchas de los países insulares del Pacífico frente a los efectos del cambio climático y confirmaron su intención de ayudar en lo que pudieran.
En abril de 2011, las Islas Salomón anunciaron que abrirían una embajada en Cuba. En marzo de 2013, el embajador de las Islas Salomón Simeón Bouro se convirtió en el primer embajador residente en cualquier país de las islas del Pacífico en Cuba. Bouro aseguró a Cuba que las Islas Salomón "apoyarían a Cuba en las Naciones Unidas" y expresó la esperanza de que la cooperación bilateral se expandiera "para incluir el deporte, la ingeniería, el turismo, la agricultura y la gestión de desastres - "Del cual las Salomón podrían beneficiarse. En ese momento, había 98 isleños de las Islas Salomón estudiando medicina en Cuba y el gobierno cubano anunció que proporcionaría 104 becas para los estudiantes de medicina de las Islas Salomón el año siguiente.